# The Man from Beyond
The Man from Beyond è un film del 1922 diretto da Burton L. King. Tratto da un soggetto di Harry Houdini (che ne è anche il protagonista e produttore esecutivo), il film è prodotto dalla Houdini Picture Corporation. Venne girato a Fort Lee, nel New Jersey e fu distribuito in sala il 2 aprile 1922. In un piccolo ruolo vi appare anche Nita Naldi.

## Trama
Il corpo di un uomo, Howard Hillary, congelato da un centinaio di anni, è trovato tra i ghiacci artici. Scongelato e risvegliato, Hillary insiste a dire che Felice, una giovane donna, è la sua fidanzata del secolo precedente. L'uomo è internato in un istituto per malattie mentali ma scappa e finalmente si rende conto della verità: Felice è la discendente della sua vecchia fidanzata. Hillary la raggiunge per aiutarla a ritrovare il padre che è stato rapito.

## Produzione
Il film fu prodotto dalla Houdini Picture Corporation, con produttore lo stesso Harry Houdini, girato a Fort Lee, nel New Jersey per gli interni. Per gli esterni, le riprese furono effettuate a Lake Placid e alle Cascate del Niagara.

## Distribuzione
Il film uscì in sala il 2 aprile 1922, distribuito dalla Houdini Picture Corporation. Nel 2006 e nel 2008, fu riversato di DVD e distribuito dalla Alpha Video Distributors e dalla Kino Video. Copie del film si trovano negli archivi della Library of Congress, alla EmGee Film Library, e in collezioni private.

### Date di uscita

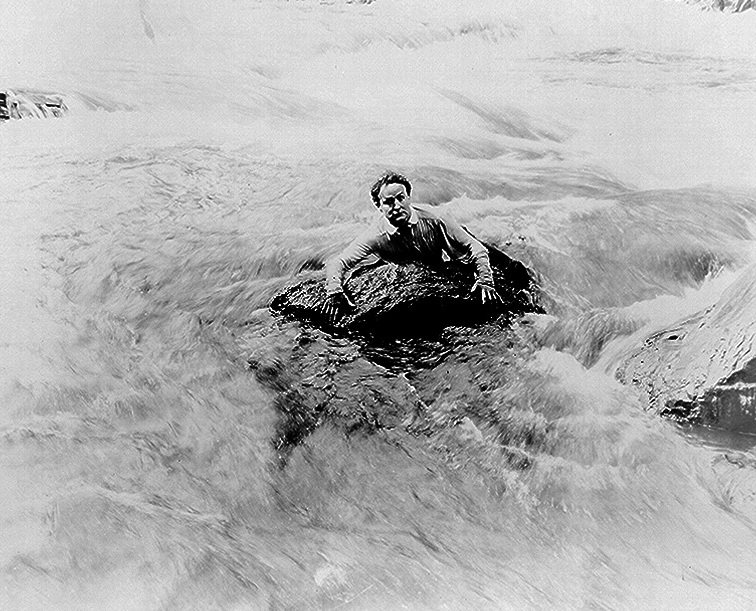
Houdini emerge dal fiume

IMDb e DVD 
- USA	2 aprile 1922
- Finlandia	21 settembre 1924
- USA 2006   DVD
- USA  2008  DVD

Alias
- L'homme de l'au-delà    Francia